# سكة حديد أيلزبري وباكنغهام

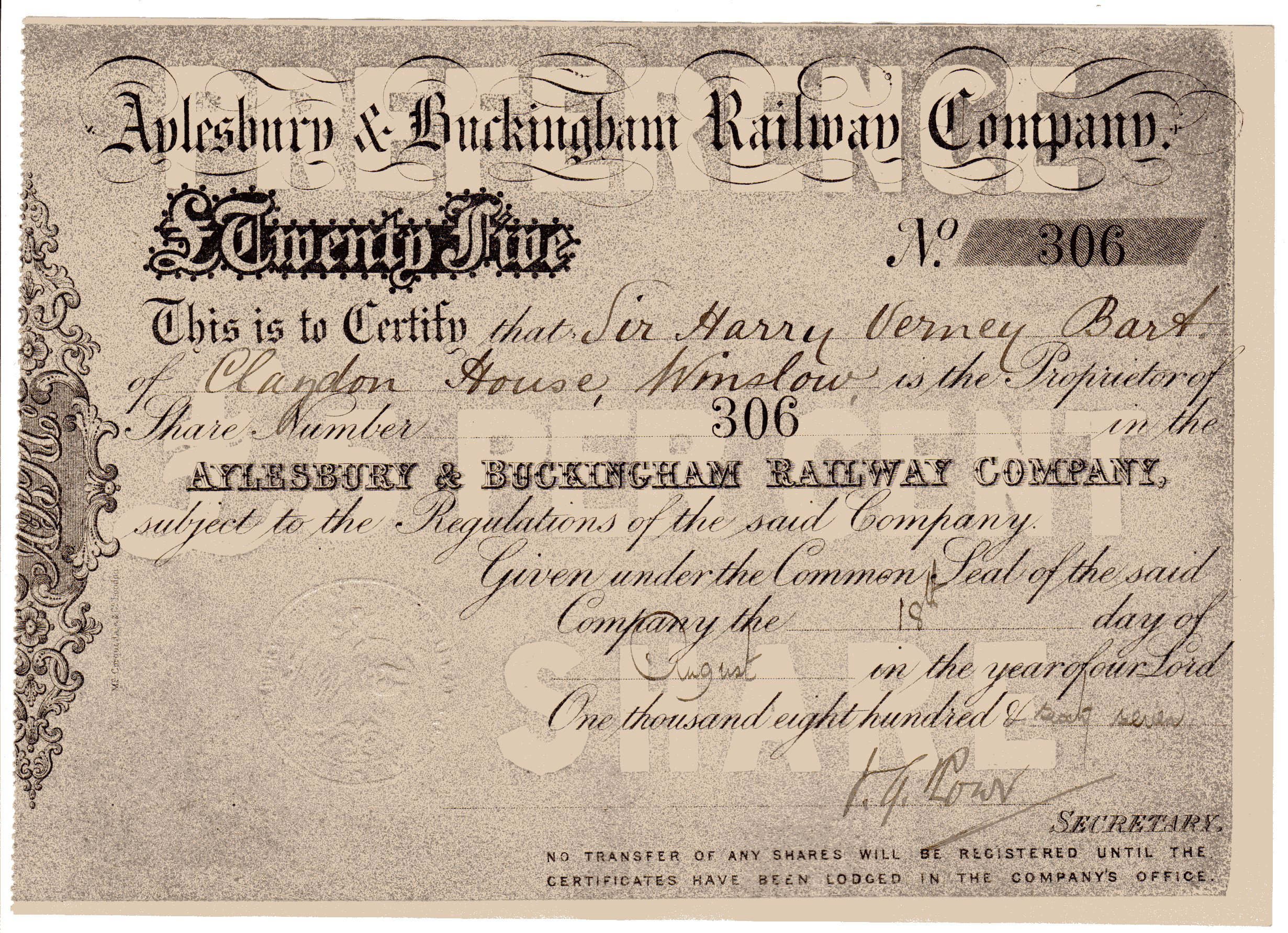
حصة شركة آيسبوري وباكنغهام للسكك الحديدية، صدرت في 18 أغسطس 1867

سكة حديد أيلزبري وباكنغهام (بالإنجليزية: Aylesbury and Buckingham Railway)‏ هي سكة حديد إنجليزية تقع في باكينجهامشير بإنجلترا، وتعمل بين أيلزبري ونقطة تقاطع فيرني.